# Phlyctimantis maculatus
Phlyctimantis maculatus is een kikker uit de familie rietkikkers (Hyperoliidae). De soort werd voor het eerst wetenschappelijk beschreven door André Marie Constant Duméril in 1853. Oorspronkelijk werd de wetenschappelijke naam Hylambates maculatus gebruikt. Lange tijd werd de soort tot het geslacht renkikkers (Kassina) gerekend en was de wetenschappelijke naam Kassina maculata. Onder deze naam is de kikker in veel literatuur bekend.

## Uiterlijke kenmerken
De lichaamslengte lengte bedraagt ongeveer 6,5 centimeter, de vrouwtjes worden iets groter. De kleur is grijsbruin tot groen met op de rug een luipaardachtig vlekkenpatroon van licht omrande, donkerbruine tot zwarte vlekken. De binnenzijde van de dijen is helderrood gekleurd, dit dient om vijanden af te schrikken als de kikker wegspringt. De trommelvliezen zijn klein, de ogen juist relatief groot en hebben een verticale pupil.

## Verspreiding en habitat
Phlyctimantis maculatus komt voor in delen van Afrika en leeft in de landen Kenia, Malawi, Mozambique, Swaziland, Tanzania en Zuid-Afrika. De habitat bestaat uit laaglanden in tropische regenwouden met een vochtige bodem; de kikker is bodembewonend. Omdat de soort ook nachtactief is en zich graag ingraaft in de bodem, leidt de renkikker een verborgen bestaan.

## Levenswijze
Het voedsel bestaat uit kleine ongewervelden als insecten. De mannetjes kwaken al drijvend in het water, soms in grote aantallen. De eitjes worden afgezet tegen ondergedoken objecten en de kikkervisjes van deze soort worden ongeveer 13 centimeter lang inclusief staart. Opmerkelijk is de grote staartzoom van de larven, hoewel deze bij andere soorten uit hetzelfde geslacht nog hoger wordt.